# 中国中化
中国中化控股有限责任公司，简称中国中化，是中华人民共和国的一家大型化工企业，由原中化集团和中国化工联合重组而成，是全球规模最大的综合性化工企业，业务范围覆盖生命科学、材料科学、石油化工、环境科学、橡胶轮胎、机械装备、城市运营、产业金融等八大领域。

## 历史

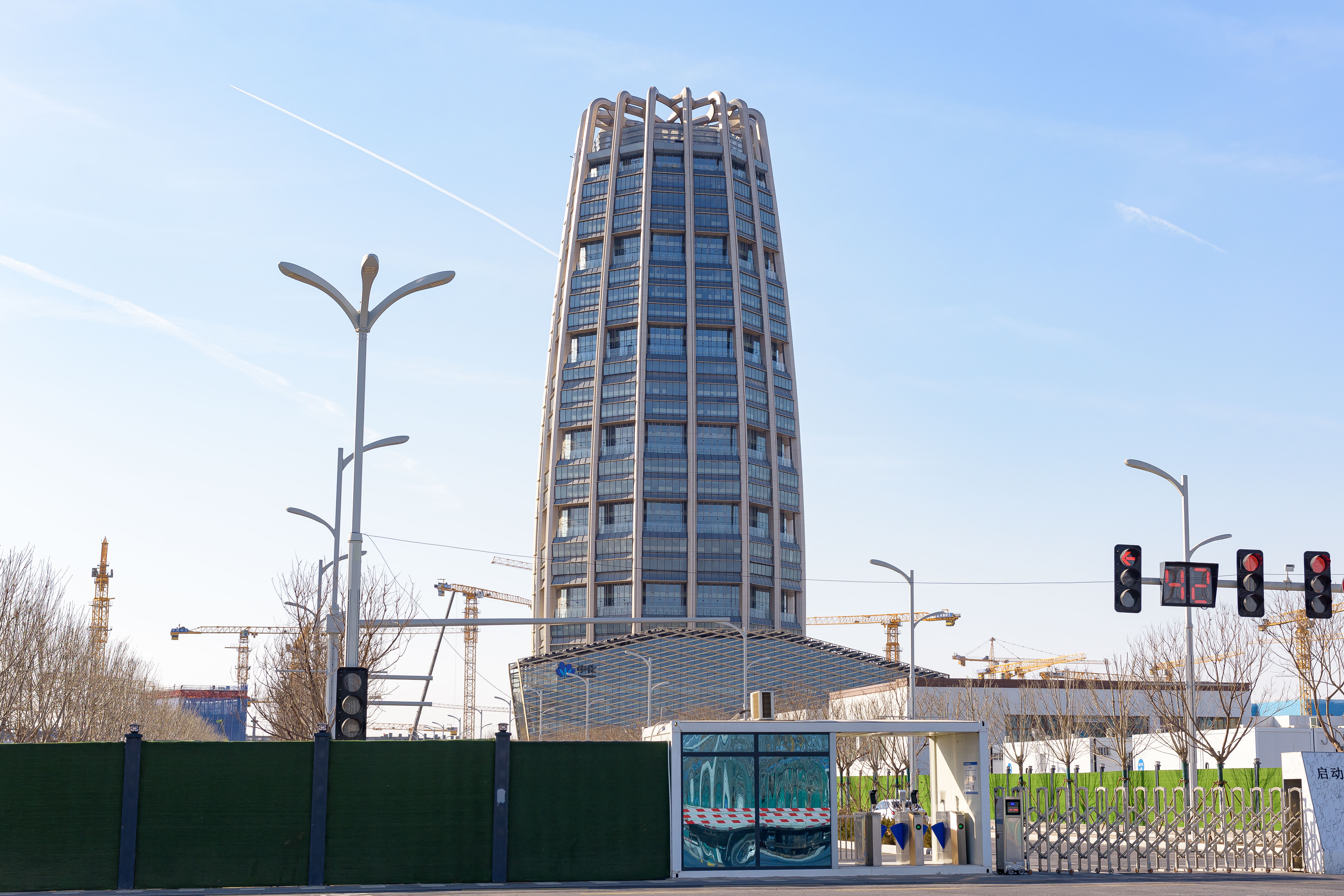
已大致完工的雄安中化大厦（2025年2月摄）

2021年5月6日，由中国中化集团有限公司与中国化工集团有限公司联合重组而成的中国中化控股有限责任公司在雄安新区正式注册成立，成为首批落户雄安的央企之一。同年5月8日，中国中化控股有限责任公司成立大会在北京举行，国务院时任总理李克强作出重要批示。
2022年4月，中国中化雄安总部基地项目开工，该工程已于2023年3月转入地上施工阶段，2024年3月27日实现核心筒主体结构封顶。中化雄安总部建筑由SOM建築設計事務所设计。

## 业务
- 生命科学：先正达为中国化肥市场的领导者以及中国领先的农业服务提供商。安迪苏为全球饲料、添加剂的重要制造商。
- 材料科学：拥有中化国际（600500.SH）、鲁西化工（000830.SZ）、昊华科技（600378.SH）、埃肯（ELK.OL）等多个境内外上市公司，涵盖工程塑料、硅材料、聚合物添加剂、氟化工、电子化学品、特种纤维等业务领域。
- 石油化工：包括石油贸易、油品销售、石化销售、炼化一体化、石化仓储、园区发展以及能源互联网等，以泉州石化、山东华星石化等为代表。
- 环境科学：涉及水、大气、固废、土壤修复和检测等各个领域，以咨询设计、工程服务等为主，同时涉及水处理膜及装备。海水淡化、废水资源化、工业水预处理等业务处于国内领先水平。
- 橡胶轮胎：旗下拥有全球领先轮胎和橡胶品制造商中国化工橡胶有限公司，控股全球高端轮胎企业倍耐力（PIRC.MI）和中国领先的工业用轮胎企业风神轮胎（600469.SH）两家上市公司。
- 机械装备：旗下拥有全球领先的橡塑生产、加工机械和系统的制造商克劳斯-玛菲。
- 城市运营：旗下拥有房地产开发和酒店经营商中国金茂控股集团。
- 产业金融：中化资本为集团金融业务平台，拥有“中国外贸信托”“远东宏信”“中宏保险”“诺安基金”等金融品牌。